# Clash of Decks
 (mai 2023).
Clash of Decks est un jeu de société créé en 2020 par Léandre Proust, illustré par Studio Rexard et édité chez Grammes Éditions,.

## Histoire
Début 2020, le jeu Clash of Decks a été publié sous le format d'un dépliant où les cartes étaient à découper soi-même,.
En 2021, à la suite de projets sur Kickstarter, les deux premières saisons du jeu ont pu être créées sous une forme plus conventionnelle.
Le 15 avril 2023, une boutique avec espace de jeu a été créée par l'auteur à Laval,.
En juin 2023, un jeu vidéo mobile devrait également être créé.

## Gameplay
Clash of Decks est un jeu de cartes où les joueurs jouent avec leur propre deck.